# Le Teil
Le Teil – miejscowość i gmina we Francji, w regionie Owernia-Rodan-Alpy, w departamencie Ardèche.
Według danych na rok 1990 gminę zamieszkiwało 7779 osób, a gęstość zaludnienia wynosiła 293 osoby/km² (wśród 2880 gmin regionu Rodan-Alpy Le Teil plasuje się na 99. miejscu pod względem liczby ludności, natomiast pod względem powierzchni na miejscu 298.).

## Populacja

Populacja Le Teil w latach 1962-2008

## Galeria

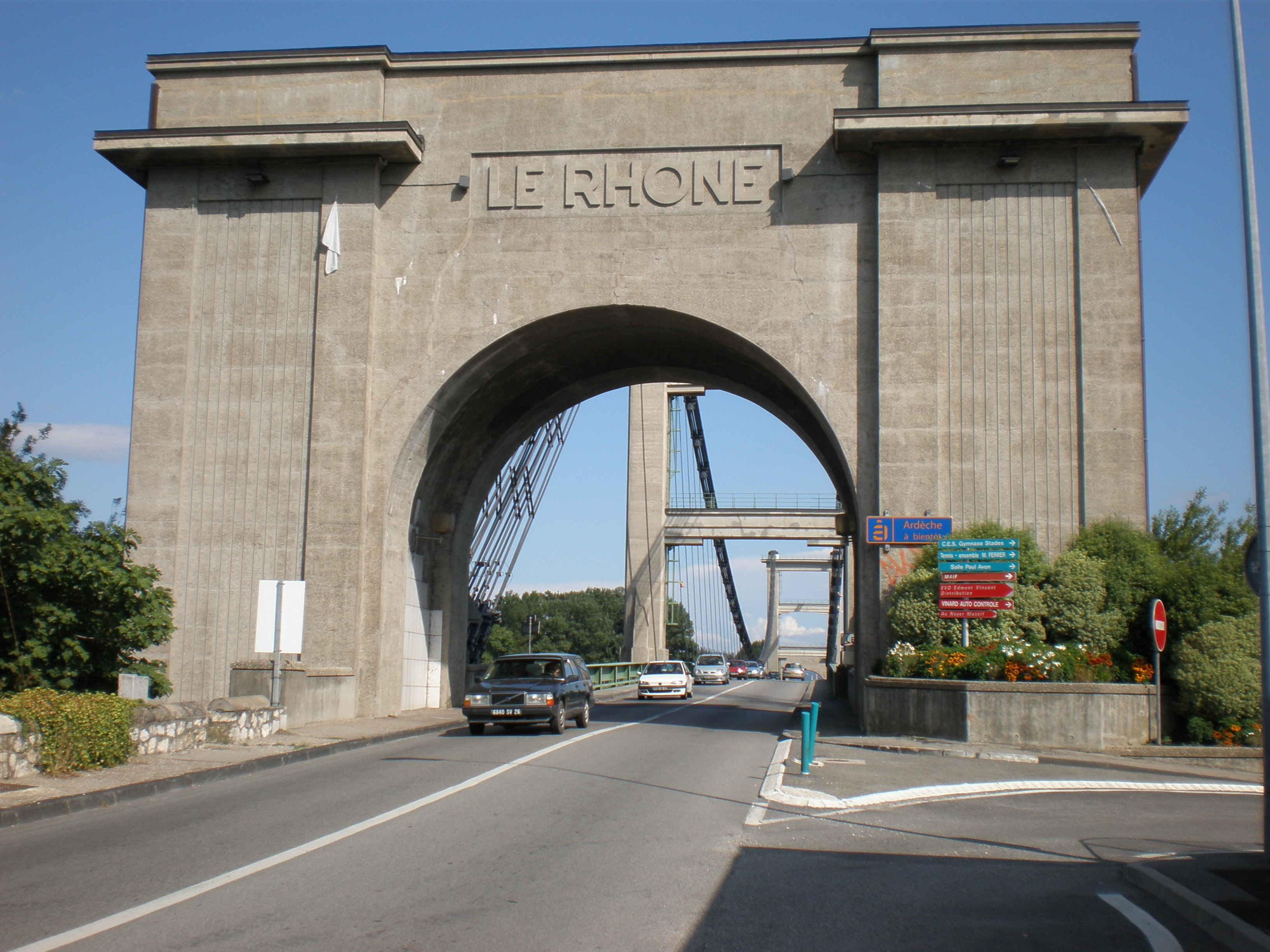
Most na rzece Rodan (2009)
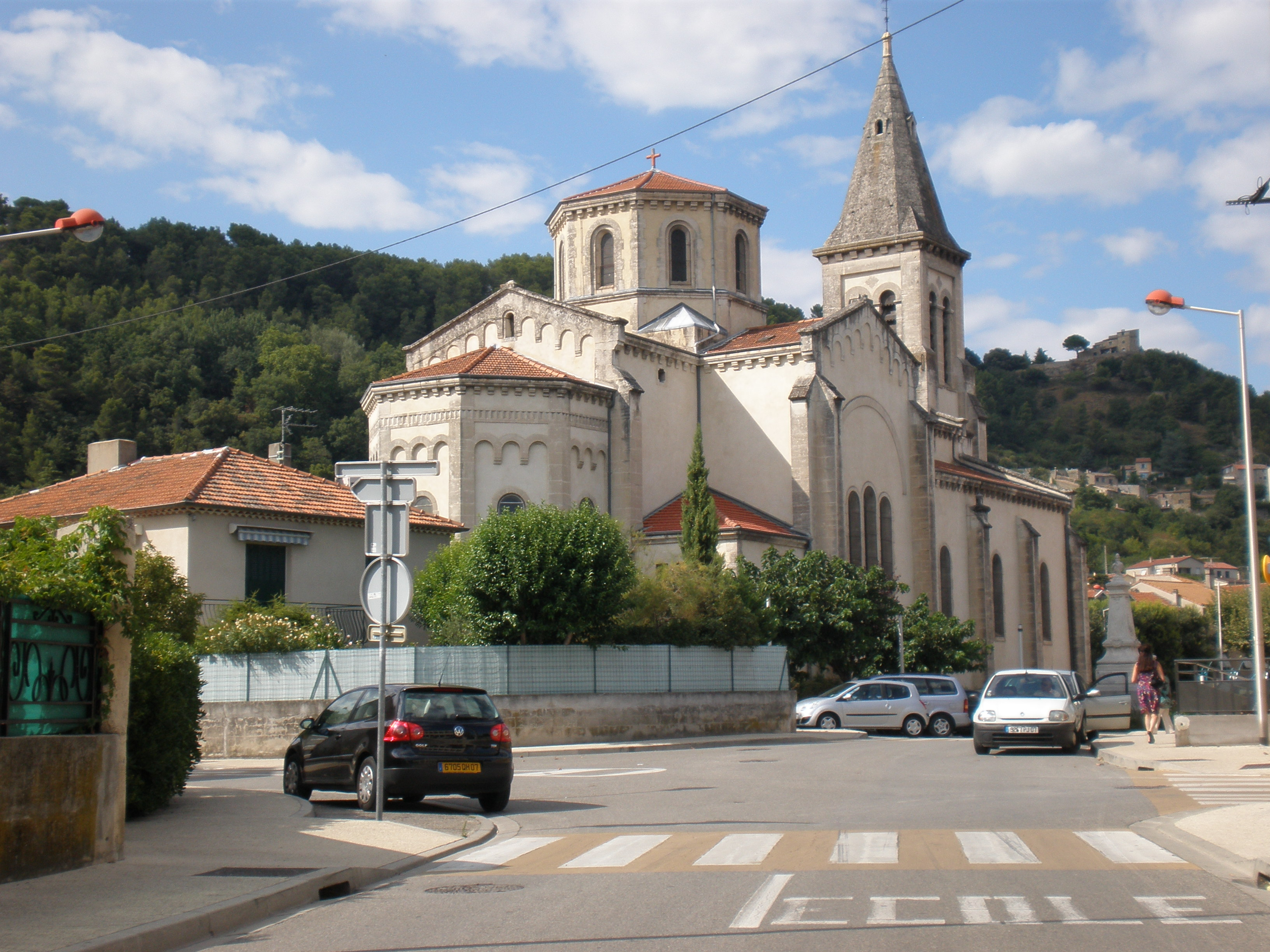
Kościół Wniebowzięcia Matki Bożej (2009)